# Tabanus venustus
Tabanus venustus är en tvåvingeart som beskrevs av Osten Sacken 1876. Tabanus venustus ingår i släktet Tabanus och familjen bromsar. Inga underarter finns listade i Catalogue of Life.